# Ausgewählte Quellen zur deutschen Geschichte des Mittelalters
Die Ausgewählten Quellen zur deutschen Geschichte des Mittelalters. Freiherr-vom-Stein-Gedächtnisausgabe (FSGA) sind eine seit 1955 fortlaufende Editionsreihe, die mittelalterliche Quellen in Originalsprache (in der Regel Latein) und in deutscher Übersetzung abdruckt. Der Quellentext in Originalsprache entstammt dabei den Monumenta Germaniae Historica (MGH). Im Gegensatz zu den MGH bietet die FSGA allerdings keinen kritischen Anmerkungsapparat und erfüllt damit nicht alle Vorgaben an eine kritische Edition. Hans-Werner Goetz schätzt den Wert der FSGA für die universitäre Lehre als sehr hoch ein, da immer mehr Studierende keine ausreichenden Lateinkenntnisse haben, um nur mit der MGH zu arbeiten.
Die FSGA umfasst bis heute (Stand Dezember 2023) die Bände 1 bis 56 mit Lücken. Die Reihe wurde vom in Darmstadt ansässigen und zum 1. Januar 2024 aufgelösten wbg-Verlag herausgegeben.
Eine ältere Reihe von Übersetzungen (auch vielfach aus der MGH) ist Die Geschichtschreiber der deutschen Vorzeit.

## Einzelbände
- Band 1: Hans-Werner Goetz (Hrsg.): Die Germanen in der Völkerwanderung: Auszüge aus den antiken Quellen über die Germanen von der Mitte des 3. Jahrhunderts bis zum Jahre 453 n. Chr., Darmstadt, 2006, 2007, 2013
- Band 2, 3: Bruno Krusch, Rudolf Buchner (Hrsg.): Gregorii episcopi Turonensis historiarum libri decem = Zehn Bücher Geschichten, Gregor von Tours, Darmstadt 1970
- Band 4:
  - Andreas Kusternig (Bearbeiter), Herwig Wolfram (Hrsg.): Quellen zur Geschichte des 7. und 8. Jahrhunderts (Fontes historiam saeculorum septimi et octavi illustrantes), Darmstadt 1982
  - Reinhold Rau (Bearbeiter): Briefe des Bonifatius. Nebst einigen zeitgenössischen Dokumenten (Epistulae), Darmstadt 1994
  - Reinhold Rau, Lutz E. von Padberg (Bearbeiter): Briefe des Bonifatius = Bonifatii epistualae: Willibalds Leben des Bonifatius ; Nebst einigen zeitgenössischen Dokumenten, Darmstadt 2011
- Band 5: Reinhold Rau (Bearbeiter): Quellen zur karolingischen Reichsgeschichte (Fontes ad historiam regni Francorum aevi Karolini illustrandam). Bd. 1: Die Reichsannalen. Einhard: Leben Karls des Grossen. Zwei Leben Ludwigs. Nithard: Geschichten, Darmstadt 1955
- Band 6: Reinhold Rau, Sören Kaschke (Bearbeiter): Quellen zur karolingischen Reichsgeschichte (Fontes ad historiam regni Francorum aevi Karolini illustrandam). Bd. 2: Jahrbücher von St. Bertin. Jahrbücher von St. Vaast. Xantener Jahrbücher, Darmstadt 2002
- Band 7: Reinhold Rau (Bearbeiter): Quellen zur karolingischen Reichsgeschichte (Fontes ad historiam regni Francorum aevi Karolini illustrandam). Bd. 3: Jahrbücher von Fulda. Regino: Chronik. Notker: Taten Karls, Darmstadt 1960, 2002 (mit Sören Kaschke)
- Band 8: Albert Bauer, Reinhold Rau (Bearbeiter): Quellen zur Geschichte der sächsischen Kaiserzeit (Fontes ad historiam aevi Saxonici illustrandam), Darmstadt 1971, 2002
- Band 9: Werner Trillmich (Bearbeiter) Chronik / Thietmar von Merseburg, Darmstadt 1957, 2011 (Bearbeiter Steffen Patzold)
- Band 10: Hans Frieder Haefele (Hrsg.): St. Galler Klostergeschichten, Eccardus Sangallensis IV., Darmstadt 1980, 1991, 2002 (Steffen Patzold)
- Band 11: Quellen des 9. und 11. Jahrhunderts zur Geschichte der Hamburgischen Kirche und des Reiches, Darmstadt 1978 (Rudolf Buchner Hrsg.), 1990 (Werner Trillmich Hrsg.)
- Band 12:
  - Franz-Josef Schmale (Hrsg.): Quellen zur Geschichte Kaiser Heinrichs IV. Die Briefe Heinrichs IV., das Lied vom Sachsenkrieg, Brunos Sachsenkrieg, das Leben Kaiser Heinrichs IV. (Fontes historiam Heinrici IV. imperatoris illustrantes), Darmstadt 1963
  - Band 1: Irene Schmale-Ott, Franz-Josef Schmale (Hrsg.): Quellen zum Investiturstreit (Fontes litem de investitura illustrantes). Ausgewählte Briefe Papst Gregors VII., Darmstadt 1978
  - Band 2: Irene Schmale-Ott, Franz-Josef Schmale (Hrsg.): Quellen zum Investiturstreit (Fontes litem de investitura illustrantes). Schriften über den Streit zwischen Regnum und Sacerdotium, Darmstadt 1984
- Band 13: Annalen / Lampert von Hersfeld, Darmstadt 1957 (Adolf Schmidt, Wolfgang Dietrich Fritz),[5] 2011 (Wolfgang Dietrich Fritz, Gerd Althoff)
- Band 14: Helga Robinson-Hammerstein (Bearbeiter), Ian Stuart Robinson (Hrsg.): Bertholds und Bernolds Chroniken (Bertholdi et Bernoldi chronica), Darmstadt 2002
- Band 15: Franz-Josef Schmale (Hrsg.): Frutolfs und Ekkehards Chroniken und die anonyme Kaiserchronik (Frutolfi et Ekkehardi chronica necnon anonymi chronica imperatorum), Darmstadt 1972
- Band 16: Adolf Schmidt, Walther Lammers (Hrsg.): Chronik oder die Geschichte der zwei Staaten / Otto Bischof von Freising, Darmstadt 1960, 2011
- Band 17:
  - Franz-Josef Schmale (Hrsg.), Adolf Schmidt (Bearbeiter): Die Taten Friedrichs oder richtiger Cronica (Gesta Frederici seu rectius cronica), Otto von Freising, Darmstadt 1965.
  - Franz-Josef Schmale (Bearbeiter): Italische Quellen über die Taten Kaiser Friedrichs I. in Italien und der Brief über den Kreuzzug Kaiser Friedrichs I. (Fontes Italici de rebus a Frederico I. Imperatore in Italia gestis et epistola de eiusdem expeditione sacra), Darmstadt 1986 (u. a. Chronik von Otto Morena und Acerbus Morena)
- Band 18:
  - Franz-Josef Schmale (Hrsg.): Die Chronik Ottos von St. Blasien und die Marbacher Annalen (Ottonis de Sancto Blasio chronica et annales Marbacenses), Darmstadt 1998
  - Alheydis Plassmann (Bearbeiter), Matthias Becher (Hrsg.): Quellen zur Geschichte der Welfen und die Chronik Burchards von Ursberg, Darmstadt 2007
- Band 19: Heinz Stoob (Hrsg.): Slawenchronik / Helmold von Bosau, Darmstadt 1963, 2002
- Band 20: Christian Lübke, Oliver Auge, Sebastian Modrow (Hrsg.): Arnold von Lübeck: Historien, Freiburg/Bg. 2025
- Band 22: Hatto Kallfelz (Bearbeiter): Lebensbeschreibungen einiger Bischöfe des 10. bis 12. Jahrhunderts (Vitae quorundam episcoporum saecolorum X, XI, XII), Darmstadt  1973
- Band 23: Jerzy Strzelczyk[6] (Bearbeiter), Lorenz Weinrich (Hrsg.): Heiligenleben zur deutsch-slawischen Geschichte: Adalbert von Prag und Otto von Bamberg = Vitae sanctorum Episcoporum Adalberti Pragensis et Ottonis Babenbergensis historiam Germanicam et Slavicam illustrantes, Darmstadt 2005
- Band 24: Albert Bauer (Bearbeiter): Livländische Chronik / Heinrich von Lettland, Darmstadt 1959
- Band 25: Klaus Scholz, Dieter Wojtecki[7] (Bearbeiter): Chronik des Preussenlandes / Peter von Dusburg, Darmstadt 1984
- Band 26: Herbert Helbig (Hrsg.): Urkunden und erzählende Quellen zur deutschen Ostsiedlung im Mittelalter (Diplomata et chronica historiam locationis teutonicorum illustrantia).
  - Band 1: Mittel- und Norddeutschland. Ostseeküste, Darmstadt 1975,
  - Band 2: Schlesien, Polen, Böhmen-Mähren, Österreich, Ungarn-Siebenbürgen, Darmstadt 1970
- Band 31: Günther Franz (Hrsg.): Quellen zur Geschichte des deutschen Bauernstandes im Mittelalter, Darmstadt 1967
- Band 32: Lorenz Weinrich (Bearbeiter): Quellen zur deutschen Verfassungs-, Wirtschafts- und Sozialgeschichte bis 1250, Darmstadt 1977
- Band 33: Lorenz Weinrich (Bearbeiter): Quellen zur Verfassungsgeschichte des römisch-deutschen Reiches im Spätmittelalter (1250–1500), Darmstadt 1983
- Band 36: Rolf Sprandel, Jürgen Bohmbach, Jochen Goetze (Bearbeiter): Quellen zur Hanse-Geschichte, Darmstadt 1982
- Band 37: Gisela Möncke[8] (Bearbeiterin): Quellen zur Wirtschafts- und Sozialgeschichte mittel- und oberdeutscher Städte im Spätmittelalter, Darmstadt 1982
- Band 38: Jürgen Miethke, Lorenz Weinrich (Bearbeiter): Quellen zur Kirchenreform im Zeitalter der großen Konzilien des 15. Jahrhunderts. Tl. 1: Die Konzilien von Pisa (1409) und Konstanz (1414–1418), Darmstadt 1995. Tl. 2: Die Konzilien von Pavia/Siena (1423/24), Basel (1431–1449) und Ferrara/Florenz (1438–1445), Darmstadt 2002
- Band 39: Lorenz Weinrich (Bearbeiter): Quellen zur Reichsreform im Spätmittelalter, Darmstadt 2001
- Band 40: Ulrich Nonn (Hrsg.): Quellen zur Alltagsgeschichte im Früh- und Hochmittelalter, Darmstadt 2003 bis 2007
- Band 42: Wilfried Hartmann (Hrsg.): Das Sendhandbuch des Regino von Prüm, Darmstadt 2004, 2005
- Band 43: Clemens Heidenreich, René Hurtienne, Sofia Seeger, Bernhard Waldmann (Bearbeiter), Klaus Herbers, Lenka Jiroušková, Bernhard Vogel (Hrsg.): Mirakelberichte des frühen und hohen Mittelalters = Miracula medii aevi usque ad saeculum XII, Darmstadt 2005
- Band 44: Theodor Ilgen (Bearbeiter), Jürgen Sarnowsky (Hrsg.): Österreichische Geschichte / Aeneas Silvius de Piccolomini, Darmstadt 2005
- Band 45: Hans Hubert Anton (Hrsg.): Fürstenspiegel des frühen und hohen Mittelalters, Darmstadt 2006
- Band 46: Folker Reichert (Hrsg.): Quellen zur Geschichte des Reisens im Spätmittelalter, Darmstadt 2008
- Band 48: Eduard Mühle (Hrsg.): Chronik der Polen des Magister Vincentius, Darmstadt 2014
- Band 49: Florian Hartmann, Tina B. Orth-Müller (Hrsg.): Codex epistolaris Carolinus: frühmittelalterliche Papstbriefe an die Karolingerherrscher, Darmstadt 2017
- Band 50: Richard Scholz, Horst Kusch (Bearbeiter), Jürgen Miethke (Hrsg.): Der Verteidiger des Friedens / Marsilius von Padua, Darmstadt 2017
- Band 51: Klaus Herbers, Veronika Unger (Hrsg.): Papstbriefe des neunten Jahrhunderts, Darmstadt 2019
- Band 52: Thomas Wozniak, Günter Eichler (Hrsg.): Flodoard von Reims: Annalen, Darmstadt 2020
- Band 53: Eduard Mühle (Hrsg.): Heilige Fürstinnen und Fürsten. Lebensbeschreibungen und Wunderberichte von polnischen Heiligen des Mittelalters, Darmstadt 2021
- Band 54: Klaus Herbers, Hans-Christian Lehner (Hrsg.): Divination, Magie und Zukunftsschau. Quellen von der Spätantike bis ins 15. Jahrhundert, Darmstadt 2023
- Band 56: Sebastian Scholz (Hrsg.): Ausgewählte Synoden Galliens und des merowingischen Frankenreiches, Darmstadt 2022